# Vacciniina omotoi
Vacciniina omotoi is een vlinder uit de familie van de Lycaenidae. De wetenschappelijke naam van de soort is voor het eerst geldig gepubliceerd in 1972 door Forster.